# Gewone spiegelmot
De gewone spiegelmot (Cydia splendana) is een vlinder uit de familie van de bladrollers, de Tortricidae. De soort wordt in het Nederlands wel okkernootmot genoemd. Dit is echter geen breedgedragen naam. De spanwijdte van de vlinder bedraagt tussen de 12 en 16 millimeter. De soort overwintert als rups.

## Waardplanten
De gewone spiegelmot heeft eik en tamme kastanje, en wellicht ook walnoot, als waardplanten. De rupsen leven in de vruchten.

## Voorkomen in Nederland en België
De gewone spiegelmot is in Nederland en in België een vrij algemene soort, die verspreid over het hele gebied kan worden gezien. De soort vliegt van halverwege mei tot in september.